# Betty Lalam
Betty Lalam es una maestra ugandesa y ex secuestrada del Ejército de Resistencia del Señor. Se convirtió en directora del Centro de Entrenamiento para Afectados por la Guerra de Gulu.

## Trayectoria
En 1994, cuando Lalam tenía catorce años, fue secuestrada por el Ejército de Resistencia del Señor en su casa en el antiguo subcondado de Koro, ubicado en el distrito de Amuru, al norte de Uganda.
Su madre fue una de las personas masacradas dentro de las casas por los rebeldes del Ejército de Resistencia del Señor (LRA) ese mismo día. Su padre también fue asesinado. Fue testigo de asesinatos, torturas, violaciones y todo tipo de atrocidades. a manos del LRA. En 1995, Lalam tuvo la oportunidad de escapar del cautiverio durante un ataque del LRA al centro comercial Atiak en el distrito de Amuru. Más tarde se mudó a Kampala para quedarse con su hermana mientras buscaba qué hacer. Lalam comenzó a vender cerveza local, para poder recaudar suficiente dinero para poder pagar un curso de formación profesional en sastrería y diseño.
Tras su formación, consiguió un trabajo en Gulu Support Children Organization (GUSCO), una organización comunitaria que trabajó con World Vision para rehabilitar a retornados de guerra y ex niños soldados y brindarles apoyo psicológico y social. En 2004, dejó su trabajo para comenzar a formar profesionalmente a mujeres y niñas que regresaban del cautiverio. Comenzó frente a su casa alquilada, con cinco niñas a las que entrenó de forma gratuita, usando una máquina de coser. Con el tiempo el número creció. 
En 2006, Lalam firmó un contrato con World Vision International para capacitar a más de 60 mujeres y niñas que habían regresado del cautiverio. Usó el dinero obtenido del contrato de World Vision para comprar un terreno que se convirtió en un hogar para el Gulu War Affected Training Centre (Centro de Capacitación para los Afectados por la Guerra de Gulu).
En 2008, el embajador sudafricano en Uganda, Thanduyise Henry Chiliza, se comprometió a construir un centro de formación con la empresa sudafricana Eskom. Como resultado se construyeron bloques de aulas, dormitorios y un laboratorio de informática. En 2010, se inauguró oficialmente el Gulu War Affected Training Centre y desde entonces, según este centro, se han graduado 4.300 estudiantes en diversos cursos vocacionales en mecánica, peluquería, sastrería, restauración y gestión empresarial. 

## Reconocimiento
Fue reconocida como una de las 100 Women de la BBC en 2014.